# كندا (فرنسا الجديدة)
كانت كندا مستعمرةً فرنسية ضمن فرنسا الجديدة، أُعلن ذلك أول مرة في عام 1535 خلال رحلة جاك كارتييه الثانية. تُشيرُ كلمة كندا عند هذه المرحلة إلى منطقة على طول نهر القديس لورانس - الذي كان يُعرف آن ذاك باسم نهر كندا - من جزيرة غروس في الشرق إلى نقطة بين كيبيك وتروا ريفيير، رغم أن هذه المنطقة توسعت بحلول عام 1600. استمرت الإستكشافات الفرنسية حتى «دولتي كندا السابقتين: ساغينيه وهولشلاغا» قبل تأسيس أي استيطانٍ دائم. رُغم إنشاء مركز تجاري وسكني دائم في تادوساك في عام 1600، عند التقاء نهري ساغينيه والقديس لورانس، كانت في ظل احتكار تجاري وبالتالي لم تُعتبر مستعمرة فرنسية رسمية.
ونتيجةً لذلك، لم تتأسس أول مستعمرة رسمية ضمن كندا حتى تأسيس كيبيك على يد صمويل دو شامبلان في عام 1608. كانت المستعمرات الأربع الأخرى في فرنسا الجديدة هي: خليج هودسون في الشمال؛ وأكاديا ونيوفاوندلاند في الشرق؛ ولويزيانا في أقصى الجنوب. كانت كندا - المستعمرة الأكثر تطوراً في فرنسا الجديدة - مقسمة إلى 3 مناطق: كيبيك، وتروا ريفيير، ومونتريال، كل واحدة ذات حكومة خاصة بها. كان حاكمُ منطقة كيبيك الحاكمَ العام لكل فرنسا الجديدة.
رغم أن مصطلحا «كندا» و«فرنسا الجديدة» يُستخدمان لنفس المعنى، إلاأن «فرنسا الجديدة تمثل جزءاً أكبر في أراضي أمريكا الشمالية من مستعمرة البحيرات العظمى-القديس لورانس في كندا». شهدت حرب السنوات السبع انتصار بريطانيا العظمى على الفرنسيين وحلفائهم، ونالت حيازة كندا. في معاهدة باريس عام 1763 - التي أنهت الصراع رسمياً - تخلت فرنسا عن مطالبتها بكندا مقابل مستعمراتٍ أخرى، وأصبحت المستعمرة «المستعمرة البريطانية في كيبيك».

## بلدٌ مأهول
أحصى مسحٌ سكانيّ في عام 1740 سكان وادي نهر القديس لورانس وكانوا حوالي 44000 مستوطن، وُلدَالأغلبية في كندا. من أولئك المستوطنين، عاش 18000 في ظل حكومة كيبيك، و4000 في ظل حكومة تروا ريفيير، و 22000 في ظل حكومة مونتريال. كان معظم السكان قرويين؛ كان لدى كيبيك 4600 فرد، ولدى تروا ريفيير 378 فرد، ولدى مونتريال 4200 فرد. أيضاً، كان لدى جزيرة رويال 4000 فرد (1500 منهم كانوا في لويسبورغ)، ولدى جزيرة القديس جان 500 فرد، ولدى أكاديا 8000 فرد.